# Vicko Ivčević
Vicko Ivčević (18. srpna 1843 Trogir – 14. listopadu 1922 Zadar) byl rakouský právník a politik chorvatské národnosti z Dalmácie, na počátku 20. století poslanec Říšské rady a Zemský hejtman Dalmácie.

## Biografie
Vystudoval gymnázium v Zadaru, pak absolvoval práva na Univerzitě ve Štýrském Hradci, kde roku 1868 získal titul doktora. Roku 1873 si v Zadaru otevřel advokátní kancelář. Byl aktivní veřejně a politicky. Miho Klaić a Mihovil Pavlinović ho pověřovali právním zastupováním chorvatské Národní strany, zejména v tiskových kauzách. Sám byl členem Národní strany, později po spojení se Stranou práva nazývaná od roku 1905 Chorvatská strana (Hrvatska stranka). V letech 1876–1918 byl poslancem Dalmatského zemského sněmu, nejprve za kurii velkostatkářskou, od roku 1884 za kurii venkovských obcí a od roku 1889 za kurii obchodních a živnostenských komor. Od roku 1900 do roku 1918 byl předsedou zemského sněmu (tedy zemský hejtman, nejvyšší představitel zemské samosprávy). Dlouhodobě zasedal rovněž v zemském výboru, v letech 1876–1883 jako náhradník, 1889–1901 coby řádný člen a 1901–1918 předseda zemského výboru. Po smrti Miho Klaiće převzal roku 1896 i posty ve vedení zemské hypoteční banky.
Působil i jako poslanec Říšské rady (celostátního parlamentu Předlitavska), kam usedl ve volbách do Říšské rady roku 1901 za kurii venkovských obcí v Dalmácii, obvod Split, S. Pietro, Lefina atd. Poslancem zůstal i po volbách do Říšské rady roku 1907, konaných poprvé podle všeobecného a rovného volebního práva, kdy byl zvolen za obvod Dalmácie 04. Mandát obhájil za týž obvod i ve volbách do Říšské rady roku 1911. Ve vídeňském parlamentu setrval až do zániku monarchie.
Ve volbách v roce 1901 se uvádí jako chorvatský národní kandidát. Usedl pak do poslaneckého Jihoslovanského klubu (též Chorvatsko-slovinský nebo Slovinsko-chorvatský klub) a byl jeho předsedou. Po volbách roku 1907 zasedal v poslaneckém klubu Svaz Jihoslovanů, po volbách roku 1911 v Dalmatském klubu.
Při slučování Národní strany a Strany práva do Chorvatské strany roku 1905 odmítal, aby v programových cílech nového stranického subjektu bylo výslovně uvedeno dosažení chorvatské nezávislosti.
Po první světové válce žil v Zadaru, kde působil jako advokát. Zemřel v listopadu 1922.